# Ferdinand Eypeltauer
Ferdinand Eypeltauer (* 28. September 1893 in Wien; † 19. Juli 1979 in Linz) war ein österreichischer Oberstaatsanwalt in Linz und Nationalsozialist.

## Leben
Eypeltauer studierte Rechtswissenschaft an der Universität Wien und wurde 1919 Dr. jur. Während seines Studiums wurde er 1911 Mitglied der deutschnationalen und schlagenden Wiener akademischen Burschenschaft Silesia.
Im Jahre 1934 wurde Eypeltauer Mitglied in der austrofaschistischen katholischen Vaterländischen Front, trat 1936 als illegales Mitglied der NSDAP bei. 1938, beim Anschluss Österreichs an Hitlerdeutschland, war er für drei Wochen bei der Auflösung des Justizministeriums in Wien tätig und dann wieder Staatsanwalt bei der Staatsanwaltschaft beim Landesgericht für Strafsachen Wien I. Am 2. Juni 1938 beantragte er die reguläre Aufnahme in die NSDAP und wurde rückwirkend zum 1. Mai desselben Jahres aufgenommen (Mitgliedsnummer 6.132.047). In der SA war er Obertruppführer. Mit dem 1. April 1939 wurde er Oberstaatsanwalt bei der Generalstaatsanwaltschaft in Linz.
Nachdem in der NS-Tötungsanstalt Hartheim mit der Tötung von Menschen begonnen worden war, zeigte im Oktober 1940 ein Vater den mysteriösen Tod seines Sohnes in Hartheim bei der Staatsanwaltschaft an. Er hegte den Verdacht, dass es hier nicht mit rechten Dingen zugegangen sein könnte. Die Behörden in Oberdonau ersuchten dazu den Generalstaatsanwalt Ferdinand Eypeltauer in Linz, das Verfahren einzustellen. Eypeltauer entschied anders, er ordnete an, den verantwortlichen Arzt im Schloss auszuforschen und als Beschuldigten vernehmen zu lassen. Im September 1941 erhielt Eypeltauer die Anordnung, das Verfahren einzustellen. Er stellte das Verfahren ein und legte sein Amt nieder.
Ab 1942 war Eypeltauer Landgerichtsdirektor in Linz. 1942 verurteilte er einen Gelegenheitsdieb, welcher ein Fahrrad gestohlen hatte, wofür die Staatsanwaltschaft eine Strafe von sieben Jahren beantragt hatte, zum Tode. 1944 verurteilte er zwei griechische Zwangsarbeiter als Volksschädlinge zum Tode. In anderen Verfahren als Strafrichter legte er sich mit korrupten Parteifunktionären an, ohne dabei kritisiert zu werden oder das Verfahren einstellen zu müssen. Er war wohl auch nicht frei vom damaligen Rassismus, zumal er einem jugendlichen Straftäter aus einer Mühlviertler Bauernfamilie bescheinigte, er könne von seiner Herkunft her kein „Volksschädling“ sein. Einem angeblich geistig und körperlich rückständigen 16-Jährigen aus einer Arbeiterfamilie aus Linz, welcher während eines Bombenalarms ein Leichenauto entführt und 80 Kilometer lang unfallfrei durch Linz gefahren war, sprach Eypeltauer das Lebensrecht ab, weil die kriminelle Energie des Buben eine ernsthafte Gefährdung der Gemeinschaft erwarten lasse. Aus diesen Gründen sei einzig die Todesstrafe geeignet, künftigen Schaden abzuwenden.
Zum Vereinsjahr 1979 berichtet der Oberösterreichische Musealverein – Gesellschaft für Landeskunde den Tod des Senatspräsidenten in Ruhe Dr. Ferdinand Eypeltauer. Eypeltauer wurde im Heiligenstädter Friedhof in Wien beerdigt.